# Ischnomesus tasmanensis
Ischnomesus tasmanensis är en kräftdjursart som beskrevs av Kelly L. Merrin och Gary C.B. Poore 2003. Ischnomesus tasmanensis ingår i släktet Ischnomesus och familjen Ischnomesidae. Inga underarter finns listade i Catalogue of Life.